# Parafia św. Michała Archanioła w Łodzi
Parafia pw. św. Michała Archanioła w Łodzi – rzymskokatolicka parafia  na łódzkim osiedlu Marysin, wchodząca w skład dekanatu Łódź-Bałuty Archidiecezji Łódzkiej.

## Historia parafii
Parafia została erygowana 1 października 1989 roku przez arcybiskupa Władysława Ziółka, ordynariusza diecezji łódzkiej.
Od 2000 roku trwa budowa kościoła parafialnego. Duszpasterstwo prowadzone jest w kaplicy, która powstała w 1991 roku.

## Proboszczowie
- ks. Zdzisław Kowalewski (1989–1998)
- ks. kan. Marek Izydorczyk (1998–2016)
- ks. Leszek Kaczor (2016–2020)[4]
- ks. Filip Durlak (od 2020)[5]